# Margaret Gardiner
Margaret Gardiner (sinh ngày 21 tháng 8 năm 1959 tại Woodstock, Nam Phi) là Hoa hậu Hoàn vũ 1978. Bà là người phụ nữ Nam Phi đầu tiên giành được danh hiệu Hoa hậu Hoàn vũ. Khi đăng quang, bà mới 18 tuổi. Trải qua 3 vòng thi sơ khảo, bà lọt vào top 5 người đẹp nhất nhưng chỉ xếp thứ tư. Sau phần thi ứng xử, bà đã vượt lên và đăng quang ngôi vị Hoa hậu Hoàn vũ.
Bà được trao vương miện bởi Janelle Commissiong, người phụ nữ châu phi đầu tiên giành danh hiệu Hoa hậu Hoàn vũ. Việc bà đại diện cho Nam Phi, một quốc gia lúc đó vẫn còn nạn phân biệt chủng tộc đã trở thành một điều đáng chú ý. Khi được hỏi liệu bà có cưới một người đàn ông da đen, bà đã trả lời "Tôi sẽ cưới người đàn ông mà tôi yêu."
Hiện nay bà đang làm trong ngành xuất bản và là một phóng viên truyền hình tại Los Angeles, Mỹ.